# Phelsuma berghofi
Espèce
Statut de conservation UICN

 NT  : Quasi menacé
Statut CITES
Phelsuma berghofi est une espèce de geckos de la famille des Gekkonidae.

## Répartition
Cette espèce est endémique de la région d'Atsimo-Atsinanana à Madagascar.

## Description
C'est un gecko diurne et arboricole.

## Étymologie
Cette espèce est nommée en l'honneur de Hans-Peter Berghof.

## Publication originale
- Krüger, 1996 : Beschreibung einer neuen Art aus der Gattung Phelsuma aus dem Süd-Osten Madagaskars. Herpetofauna, vol. 18, n. 105, p. 14-18.